# 30 oktober
30 oktober är den 303:e dagen på året i den gregorianska kalendern (304:e under skottår). Det återstår 62 dagar av året.

## Namnsdagar

### I den svenska almanackan
- Nuvarande – Elsa och Isabella
- Föregående i bokstavsordning
  - Elsa – Namnet förekom på 1790-talet på 16 september, men utgick sedan. 1901 infördes det på dagens datum och har funnits där sedan dess.
  - Elsie – Namnet infördes på dagens datum 1986, men utgick 2001.
  - Ilse – Namnet infördes på dagens datum 1986, men utgick 1993.[1]
  - Isabella – Namnet infördes 1901 på 31 maj och fanns där fram till 2001, då det flyttades till dagens datum.
  - Marcellus – Namnet fanns på dagens datum före 1620, då det utgick.
  - Teonestus – Namnet infördes på dagens datum 1620, men utgick 1680.
  - Zenobia – Namnet infördes på dagens datum 1830, då det ersatte den äldre, maskulina namnformen Zenobius. Det fanns där fram till 1901, då det utgick.
  - Zenobius – Namnet infördes, till minne av en biskop och martyr i Mindre Asien på 200-talet, på dagens datum 1680. 1830 utgick det och ersattes av den feminina namnformen Zenobia.
- Föregående i kronologisk ordning
  - Före 1620 – Marcellus
  - 1620–1679 – Teonestus
  - 1680–1829 – Zenobius
  - 1830–1900 – Zenobia
  - 1901–1985 – Elsa
  - 1986–1992 – Elsa, Elsie och Ilse
  - 1993–2000 – Elsa och Elsie
  - Från 2001 – Elsa och Isabella
- Källor
  - Brylla, Eva (red.). Namnlängdsboken. Gjøvik: Norstedts ordbok, 2000 ISBN 91-7227-204-X
  - af Klintberg, Bengt. Namnen i almanackan. Gjøvik: Norstedts ordbok, 2001 ISBN 91-7227-292-9

### Finlandssvenska almanackan
- Nuvarande från 2020[2] – Jennifer, Juni
- I föregående revideringar[a][3]
  - 1929–1999 – Ada
  - 2000–2019 – Jennifer

## Händelser
- 637 – Antiokia kapitulerar inför muslimska styrkor under Rashidunkalifatet i ett slag som på engelska heter "Battle of the Iron Bridge"
- 701 – Sedan Sergius I har avlidit den 8 september väljs Johannes VI till påve.[4]
- 758 – Guangzhou plundras av arabiska och persiska pirater.
- 942 – Sedan Stefan VIII har avlidit några dagar tidigare väljs Marinus II till påve.
- 1137 – Det åttonde korståget samt belägringen av Tunis avslutas efter en överenskommelse mellan Karl I av Neapel (bror till Ludvig IX av Frankrike, som dog några månader tidigare) och Tunis sultan.
- 1470 – Sedan Henrik VI har avsatt Edvard IV den 2 oktober blir han på nytt kung av England och herre över Irland, men får endast behålla titlarna i ett halvår. Våren 1471 blir han avsatt för gott av Edvard och blir mördad en månad därefter.
- 1485 – Henrik VII av England kröns.
- 1501 – Påve Alexander VI:s son Cesare Borgia arrangerar en påstådd orgie i påvepalatset, en händelse som skulle komma att få namnet Kastanjebanketten.
- 1657 – Spanska trupper misslyckas med att återta Jamaica i slaget om Ocho Rios under det Engelsk-spanska kriget.
- 1817 – Venezuelas självständiga regering bildas av Simón Bolívar.
- 1831 – I Southampton County, Virginia, tillfångatas och grips den förrymda slaven Nat Turner. Han är ledare för det blodigaste slavupproret i USA:s historia.
- 1853 – Sångsällskapet Orphei Drängar (OD) grundas i Uppsala.
- 1860 – Den första dissenterlagen utfärdas i Sverige.
- 1863 – Den danska prinsen Vilhelm anländer till Aten för att tillträda som kung Georg I av Grekland.
- 1864 – Det dansk-tyska kriget avslutas. Danmark avsäger sig all rätt till Schleswig, Holstein och Sachsen-Lauenburg, som tillfaller Preussen och Österrike.
- 1905 – Tsar Nikolaj II av Ryssland utfärdar Oktobermanifestet, som ger det ryska folket rätt till grundläggande friheter och rätten att bilda en duma. Enligt den julianska kalendern var detta datum 17 oktober.
- 1918 – Det ottomanska riket undertecknar en vapenvila med ententen.
- 1920 – Australiens första kommunistiska parti grundas i Sydney.
- 1925 – John Logie Baird tillverkar Storbritanniens första tv-sändare.
- 1944 – Anne och Margot Frank deporteras från Auschwitz till koncentrationslägret Bergen-Belsen, där de insjuknar och dör året därpå, strax innan krigsslutet.
- 1947 – Allmänna tull- och handelsavtalet, föregångaren till Världshandelsorganisationen, bildas.
- 1950 – Påve Pius XII bevittnar Solundret när han befinner sig i Vatikanen.
- 1961 – Sovjetunionen detonerar vätebomben Tsarbomben på ön Novaja Zemlja i Norra ishavet.
- 1973 – 15 juli-martyrernas bro, som binder samman den europeiska och asiatiska kontinenten, invigs.
- 1974 – Den legendariska världsmästarmatchen i boxning mellan Muhammad Ali och George Foreman i Kinshasa, Zaire (nuvarande Kongo-Kinshasa) äger rum. Den går under namnet "The Rumble in the Jungle".
- 1975 – Prins Juan Carlos blir Spaniens statschef efter att landets diktator Francisco Francos hälsa kraftigt försvagats.
- 1980 – El Salvador och Honduras undertecknar ett fredsavtal för att kunna dra den gränskonflikt, som utkämpades under 1969 års fotbollskrig, inför Internationella domstolen i Haag.
- 1981 – Martinprocessen tillämpas för sista gången i Sverige i samband med att Boxholms AB:s basiska martinugn läggs ned.
- 1983 – Demokratiska val börjar återigen hållas i Argentina, efter sju år av militärstyre.
- 1987 – I Japan släpper NEC den första 16-bitars-konsolen för TV-spel, PC Engine. Den säljs i USA som Turbografx-16.
- 1995 – Den filippinska flickan Sarah Balabagan, som arbetar som hembiträde i Förenade arabemiraten, får sin dom för att ha dödat sin arbetsgivare den 19 juni 1994 omprövad igen, nu till ett års fängelse, 100 slag med käppen samt att betala skadestånd.
- 1997 – Den brittiska au pair-flickan Louise Woodward dömds till 15 års fängelse för att ha dödsmisshandlat den åtta månader gamle pojken Matthew Eappen till döds i amerikanska Newton i Massachusetts i februari 1997. Domen reduceras senare till 279 dagars fängelse.
- 1998 – 63 ungdomar omkommer och 200 skadas vid en brand i en diskotek vid Backaplan på Hisingen i Göteborg.
- 2005 – Frauenkirche i Dresden, som förstördes under de allierades bombningar av staden, återinvigs efter att i tretton år återuppbyggts från grunden.
- 2014 – Sverige blir första EU-land att officiellt erkänna Palestina som stat.
- 2015 – 64 människor omkommer och fler än 147 personer skadas när en brand startar i en nattklubb i Bukarest.

## Födda
- 1513 – Jacques Amyot, fransk filolog.
- 1735 – John Adams, amerikansk politiker, USA:s vicepresident 1789–1797, president 1797–1801.
- 1773 – Hugh Lawson White, amerikansk politiker, senator (Tennessee) 1825–1840.
- 1776 – George M. Bibb, amerikansk politiker, senator (Kentucky) 1811–1814 och 1829–1835, USA:s finansminister 1844–1845.
- 1807 – Johanna Petersson, (Handelsman Johanna) svensk handelsman, ofta omnämnd som Sveriges första handelskvinna 1807–1899.
- 1819 – James T. Lewis, amerikansk politiker, guvernör i Wisconsin 1864–1866.
- 1832 – Ludvig Peyron, svensk konsul och riksdagsman.
- 1839 – Alfred Sisley, fransk målare inom impressionismen.
- 1850 – John Patton, amerikansk republikansk politiker, senator (Michigan) 1894–1895.
- 1853 – Louise Abbéma, fransk målare.
- 1861 – Antoine Bourdelle, fransk skulptör.
- 1866 – Emma Meissner, svensk operettsångare (sopran) och skådespelare.
- 1882 – Günther von Kluge, tysk generalfältmarskalk.
- 1885 – Ezra Pound, amerikansk poet.
- 1888
  - Carl-Ivar Ytterman, svensk manusförfattare och skådespelare.
  - Karl Hellgren, svensk skådespelare och operasångare.
- 1889
  - Edgar Adrian, brittisk fysiolog, mottagare av Nobelpriset i fysiologi eller medicin 1932.
  - Erik Baumann, svensk filmmusikkompositör.
- 1893 – Roland Freisler, tysk nazistisk jurist.
- 1895
  - Gerhard Domagk, tysk bakteriolog, mottagare av Nobelpriset i fysiologi eller medicin 1939.
  - Dickinson W. Richards, amerikansk fysiolog, mottagare av Nobelpriset i fysiologi eller medicin 1956.
- 1896 – Ruth Gordon, amerikansk skådespelare och manusförfattare.
- 1899 – Einar Fagstad, svensk sångare, skådespelare, kompositör och musiker (dragspel).
- 1900 – Ragnar Granit, finlandssvensk fysiolog, mottagare av Nobelpriset i fysiologi eller medicin 1967.
- 1904 – Neil H. McElroy, amerikansk affärsman och politiker, USA:s försvarsminister 1957–1959.
- 1906
  - Nino Farina, italiensk racerförare, den förste världsmästaren i F-1.
  - Hermann Fegelein, tysk SS-officer; SS-Oberführer. Heinrich Himmlers adjutant, Eva Brauns svåger.
- 1910 – Gerty Bernadotte af Wisborg (Börjesson), grevinna
- 1914 – Egon Larsson, svensk skådespelare, dansare, koreograf, kompositör och textförfattare.
- 1916 – Charles E. Potter, amerikansk republikansk politiker, senator (Michigan) 1952–1959.
- 1918 – Ruth Kasdan, svensk skådespelare och sångare.
- 1921
  - Göthe Grefbo, svensk skådespelare.
  - Britt Tunander, författare och journalist.
- 1923 – Topper Martyn, svensk illusionist.
- 1928 – Daniel Nathans, amerikansk mikrobiolog, mottagare av Nobelpriset i fysiologi eller medicin 1978.
- 1932 – Louis Malle, fransk filmregissör.
- 1934 – Hamilton Camp, engelsk-amerikansk skådespelare.
- 1939 – Leland H. Hartwell, amerikansk biolog, mottagare av Nobelpriset i fysiologi eller medicin 2001.
- 1941 – Theodor W. Hänsch, tysk fysiker, mottagare av Nobelpriset i fysik 2005.
- 1942 – Sven-David Sandström, tonsättare.
- 1943 – Joanna Shimkus, kanadensisk skådespelare.
- 1944 – Ahmed Chalabi, irakisk politiker, en av ledarna för INC, en oppositionsgrupp mot Saddam Hussein.
- 1947
  - Bob Houghton, brittisk fotbollstränare, tränare bl.a. Malmö FF, kopia av Svenska Dagbladets guldmedalj 1979
  - Thomas Lindstein, svensk professor, rektor vid Mittuniversitetet 2003–2008.
  - Sven Melander, svensk programledare, skådespelare och journalist.
- 1948 – Ines Uusmann, svensk politiker (socialdemokrat), kommunikationsminister 1994–1998.
- 1950
  - Lamine Dieng, svensk skådespelare, dansare och konstnär.
  - John Doolittle, amerikansk republikansk politiker, kongressledamot 1991–2009.
- 1951 – Frank Pallone, amerikansk demokratisk politiker.
- 1957
  - Bruce Braley, amerikansk demokratisk politiker, kongressledamot 2007–2015.
  - Kevin Pollak, amerikansk skådespelare.
- 1958 – Martin Adler, svensk frilansjournalist och nyhetsfotograf.
- 1959 – Glenn Hysén, svensk fotbollsspelare.
- 1960 – Diego Maradona, argentinsk fotbollsspelare, kanske den bäste genom tiderna.
- 1962 – Krister St. Hill, svensk sångare.
- 1967 – Maria Fagerberg, svensk författare.
- 1969 – Stanislav Gross, Tjeckiens premiärminister 2004–2005.
- 1973 – Anna Le Moine, svensk curlingspelare, OS-guld 2006 och 2010
- 1978 – Gael García Bernal, mexikansk skådespelare.
- 1981 – Ivanka Trump, amerikansk affärskvinna och fotomodell.
- 1986 – Emelie Lindström, innebandyspelare.
- 1989 – Jay Asforis, brittisk musiker, medlem i S Club 8.
- 1992 – Édouard Louis, fransk författare.
- 1993 – Brett Kelly, kanadensisk skådespelare.

## Avlidna
- 235 – Pontianus, påve från 230 till 28 eller 29 september detta år (möjligen död detta datum).
- 1459 – Gian Francesco Poggio Bracciolini, 79, florentinsk historiker, tänkare och diktare.
- 1611 – Karl IX, 61, svensk riksföreståndare 1599–1604 och kung av Sverige sedan 1604.
- 1626 – Willebrord Snell, holländsk matematiker, astronom och fysiker.
- 1785 – Gustaf Philip Creutz, 54, svensk diplomat, skald, riksråd, en av rikets herrar samt kanslipresident sedan 1783.
- 1823 – Edmund Cartwright, 80, brittisk präst och uppfinnare.
- 1892 – Olga Nikolajevna Romanova, 70, rysk storfurstinna och drottning av Württemberg.
- 1910 – Henry Dunant, 82, schweizisk affärsman,  social aktivist, Röda Korsets grundare, mottagare av Nobels fredspris 1901.
- 1912 – James S. Sherman, 57, amerikansk politiker, republikan, vicepresident 1909–1912.
- 1918 – Egon Schiele, 38, österrikisk konstnär.
- 1921 – Ivar Afzelius, 73, jurist och politiker, talman i första kammaren 1912-1915, ledamot av Svenska Akademien sedan 1907.
- 1923 – Andrew Bonar Law, 65, brittisk konservativ politiker, premiärminister 1922–1923.
- 1928 – Robert Lansing, 64, amerikansk demokratisk politiker, USA:s utrikesminister 1915–1920.
- 1947 – Fredrik Ramel, 74, svensk diplomat och ämbetsman, statsråd.
- 1953 – Emmerich Kálmán, 71, ungersk kompositör.
- 1957 – Herman Welker, 50, amerikansk republikansk politiker, senator 1951–1957.
- 1959
  - Hill McAlister, 84, amerikansk demokratisk politiker, guvernör i Tennessee 1933–1937.
  - Jim Mollison, 54, skotsk flygpionjär.
- 1968 – Ramon Novarro, 69, mexikansk-amerikansk skådespelare, mördad.
- 1971 – Einar Axelsson, 76, svensk skådespelare.
- 1975 – Gustav Hertz, 88, tysk fysiker, mottagare av Nobelpriset i fysik 1925.
- 1978 – James B. Frazier Jr., 88, amerikansk demokratisk politiker, kongressledamot 1949–1963.
- 1982 – Karl Ragnar Gierow, 78, svensk regissör, manusförfattare, skådespelare och sångtextförfattare, Dramaten-chef, ledamot av Svenska Akademien.
- 2003 – Börje Leander, 85, svensk fotbollsspelare. OS-guld 1948.
- 2004 – Peggy Ryan, 80, amerikansk skådespelare.
- 2006
  - Jens Christian Hauge, 91, norsk motståndsman under andra världskriget.
  - Aud Schønemann, 83, norsk skådespelare.
- 2007 – Robert Goulet, 73, amerikansk sångare och skådespelare.
- 2009
  - Claude Lévi-Strauss, 100, fransk antropolog.
  - Jan-Erik Brohede, 48, svensk politiker.
  - Torsten Löwbeer, 88, svensk jurist och hovrättsråd.
  - Rune Skog, 95, svensk sångare (andretenor) och pianist.
- 2010 – Harry Mulisch, 83, nederländsk författare.
- 2014
  - Thomas Menino, 71, amerikansk politiker, Bostons borgmästare 1993–2014.
  - Renée Asherson, 99, brittisk skådespelare.
- 2017
  - Frank Doran, 68, brittisk labourpolitiker, parlamentsledamot 1987–1992 och 1997–2017.
  - Candice Atherton, 62, brittisk parlamentsledamot för Labour.
- 2020 – Jan Myrdal, 93, skribent, författare.
- 2024 – Elisabeth Ohlson, 63, svensk fotograf, konstnär och teaterregissör